# Eublemma apicimacula
Eublemma apicimacula is een vlinder van de familie van de spinneruilen (Erebidae). De wetenschappelijke naam van deze soort is voor het eerst voorgesteld als Erastria apicimacula door Paul Mabille in een publicatie uit 1880.

## Verspreiding
De soort komt voor in het Afrotropisch gebied waaronder Mauritanië, Kaapverdië, Senegal, Gambia, Burkina Faso, Djibouti, Ethiopië, Ivoorkust, Ghana, Togo, Nigeria, Kameroen, Sao Tomé en Principe, Gabon, Oeganda, Kenia, Tanzania, Zambia, Mozambique, Zimbabwe, Zuid-Afrika, Comoren, Madagaskar, Seychellen, Réunion, Mauritius en Jemen.

## Waardplanten
De rups leeft op Ipomoea en Stictocardia (Convolvulaceae).